# New Found Power
New Found Power — первый и единственный студийный альбом американской метал-группы Damageplan. Изначально название «New Found Power» носила сама группа, но в процессе записи альбома было решено его сменить. За первую неделю продаж в США было продано 44,676 копий, что позволило альбому занять 38 позицию в Billboard 200. Сингл «Save Me» дебютировал в радиоэфире 26 января 2004 года. Позднее на телеканалах Headbangers Ball и Uranium вышел первый видеоклип с будущего альбома на песню «Breathing New Life». Затем последовали видеоклипы на песни «Save Me» и "Explode.
Запись альбом началась в августе 2003 года на студии в Арлингтоне, где ранее записывались альбомы предыдущей группы братьев Эбботов, Pantera. В качестве приглашённых участников выступили Кори Тейлор, Джерри Кантрелл и Закк Уайлд, неоднократно выступавшие ранее вместе с Pantera.
Альбом посвящён памяти Кэролайн Эбботт (матери Даймбэга Даррелла и Винни Пола). Тексты песен на альбоме отчасти отражают то положение, в которое попали братья Эбботт после распада их предыдущей группы, принёсшей им мировую известность и признание. Даймбэг Даррелл, комментируя новый материал, объяснил значение некоторых песен («Wake Up», «Breathing New Life», «New Found Power», «Reborn»). По его словам, они посвящены теме перерождения в целом: «Падение одной империи и начало строительства другой: новый день, новые силы, избавление от груза прошлого и движение только вперёд».

## Критика
| Оценки критиков | Оценки критиков |
| Источник        | Оценка          |
| --------------- | --------------- |
| Allmusic        | [ 2 ]           |

New Found Power получил смешанные отзывы от критиков; Крис Кланк из PopMatters прокомментировал релиз: «Мне совершенно не интересно каким путём идет эта группа и что она придумала нового, но винить во всём будут слушателей.» Обозреватель Allmusic, Джонни Лофтус, напротив, оценил альбом положительно, назвав его «блестящим новым началом».

## Список композиций
| №                   | Название                            | Длительность |
| ------------------- | ----------------------------------- | ------------ |
| 1.                  | «Wake Up»                           | 4:29         |
| 2.                  | «Breathing New Life»                | 3:49         |
| 3.                  | «New Found Power»                   | 3:25         |
| 4.                  | «Pride»                             | 4:17         |
| 5.                  | «Fuck You» (featuring Кори Тейлор)  | 3:09         |
| 6.                  | «Reborn» (featuring Закк Уайлд)     | 4:02         |
| 7.                  | «Explode»                           | 3:13         |
| 8.                  | «Save Me»                           | 3:36         |
| 9.                  | «Cold Blooded»                      | 4:57         |
| 10.                 | «Crawl»                             | 5:30         |
| 11.                 | «Blink of an Eye»                   | 4:19         |
| 12.                 | «Blunt Force Trauma»                | 4:57         |
| 13.                 | «Moment of Truth»                   | 6:51         |
| 14.                 | «Soul Bleed» (featuring Закк Уайлд) | 5:13         |
| Общая длительность: | Общая длительность:                 | 61:49        |

| №   | Название                                     | Длительность |
| --- | -------------------------------------------- | ------------ |
| 15. | «Ashes to Ashes» (featuring Джерри Кантрелл) | 5:06         |

## Участники записи
Damageplan
- Патрик Лахман − вокал
- Даймбэг Даррелл − гитара, бас-гитара
- Винни Пол − ударные

Приглашённые музыканты
- Кори Тейлор — второй куплет, гитара и последний припев на «Fuck You»
- Закк Уайлд — гитарное соло на «Reborn» и вокал на «Soul Bleed»
- Джерри Кантрелл — вокал на «Ashes to Ashes»

Производство
- Винни Пол и Даймбег Дарэлл — продюсеры:
- Стерлинг Уинфилд и Патрик Лахман — сопродюсеры
- Хови Вайнберг и Роджер Лиан — мастеринг, Masterdisk Studios
- Джонни Маршалл — струнные аранжировки на «Soul Bleed»
- Стерлинг Уинфилд — микширование «Soul Bleed»
- Рэй Ним — синтезатор

## Позиции в чартах
| Год  | Чарт              | Позиция |
| ---- | ----------------- | ------- |
| 2004 | The Billboard 200 | 38      |

Синглы — Billboard (США)
| Год  | Сингл     | Чарт                   | Позиция |
| ---- | --------- | ---------------------- | ------- |
| 2004 | «Save Me» | Mainstream Rock Tracks | 16      |
| 2004 | «Pride»   | Mainstream Rock Tracks | 30      |